# 공영 주택

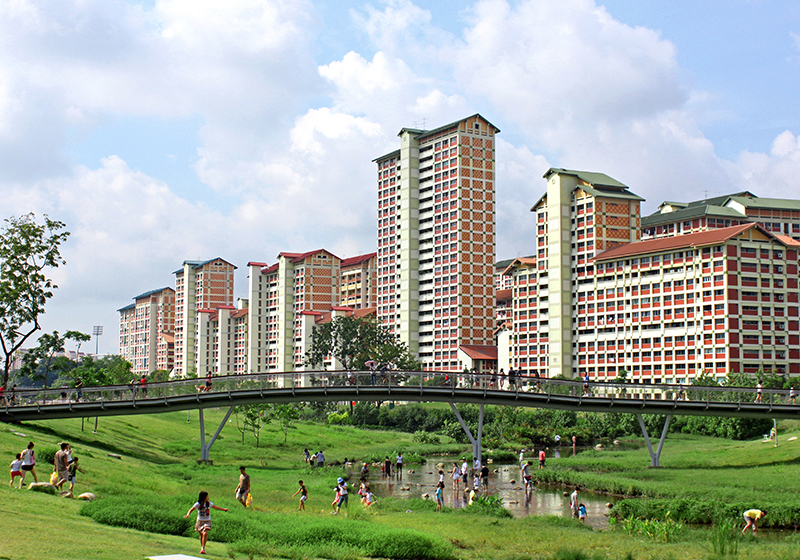
싱가포르 비샨에 있는 공공 주택. 싱가포르의 공공 주택 개발은 스튜디오 유닛에서 고급 콘도미니엄에 이르기까지 다양하며, 90%의 주택 소유율에 기여하고 있으며, 이는 세계에서 가장 높은 것 중 하나이다.

공영 주택(公營住宅, 영어: public housing)은 중앙정부 또는 지방공공단체가 건설하고 임대하는 주택이다.
공영 주택은 부동산이 일반적으로 중앙 또는 지방의 정부 기관에 의해 소유되는 주택 소유의 한 형태이다. 공영 주택의 공통 목표는 저렴한 주택을 제공하는 것이지만 세부 사항, 용어, 빈곤의 정의 및 기타 할당 기준은 상황에 따라 다르다.
미국에서 공영 주택 개발은 시의 주택 당국이 소유한 주택 프로젝트 또는 HUD를 통해 운영되는 연방 보조금을 받는 공영 주택으로 분류된다.
사회 주택은 일반적으로 저렴한 주택을 제공할 목적으로 국가, 비영리 단체 또는 이 둘의 조합이 소유하고 관리할 수 있는 임대 주택이다. 사회 주택은 일반적으로 정부가 일종의 자산 조사 또는 주택 필요에 대한 행정 조치를 통해 배급한다. 사회 주택은 주택 불평등에 대한 잠재적 해결책으로 간주할 수 있다.
저렴한 주택 목표는 보조금을 통해서도 달성할 수 있다. 보조금을 받는 주택은 저렴한 주택을 제공하는 대가로 보조금을 받는 민간 소유주가 소유하고 운영한다. 소유자는 개인 소유주이거나 영리 또는 비영리 법인일 수 있다.

## 같이 보기
- 주택단지
- 복지국가